# オロナインH軟膏
オロナインH軟膏（オロナインエイチなんこう）は、大塚製薬工場が製造、大塚製薬が販売する皮膚用抗菌軟膏剤薬（第2類医薬品）である。

## 沿革
オロナインの原点となったのはアメリカ合衆国の製薬会社・オロナイトケミカル（Oronite chemical）が製造した殺菌用消毒剤である。オロナイトは、スタンダード・オイル・カリフォルニア社（SOCAL）の一部として設立された製薬会社で、現在はシェブロングループのシェブロン・オロナイト・カンパニーとなっている。社名は、スペイン語の「黒い金（oro negro）」から来ており、原油を意味する。
当時、三井物産から「これを何かに使ってみないか」と持ちかけられ、社長の大塚正士が軟膏（半固形タイプの外用薬）として売り出すことを提案した。この背景には当時ペニシリン軟膏やメンソレータムといった大衆薬がヒットしていたことがあり、この分野に参入する事で安定した売れ行きが期待できるとの目論みからであった。早速、当時本社があった徳島県の徳島大学の3人の教授に依頼して1952年に完成、1953年に販売に漕ぎつけた。
商品名の「オロナイン」はオロナイトの社名から採用されたもので、1965年に発売された炭酸飲料の「オロナミンCドリンク」のブランド名のヒントにもなった。「オロナミンCドリンク」と共に大塚グループを支えている看板商品でもある。

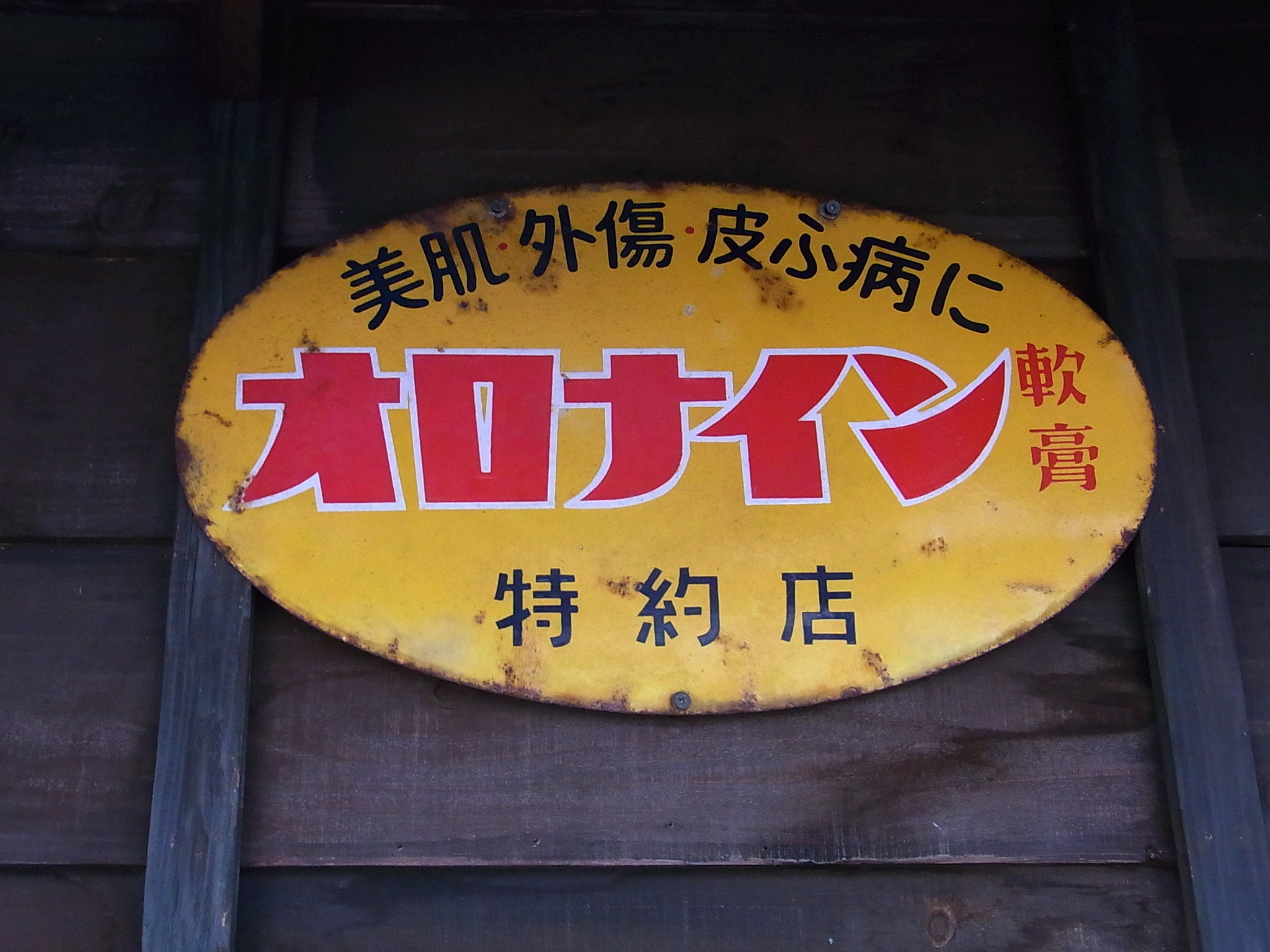
「オロナイン軟膏特約店」の看板（東京都渋谷区広尾 2010年8月26日撮影）

商品名は当初は「オロナイン軟膏」だったが、1969年に「オロナインD軟膏」に名称を変更、現在の「オロナインH軟膏」となったのは1972年からである。この「H」は軟膏の成分の一つ「ヘキシジン」に由来している。商品のパッケージも基本的には初売された当時のものをベースとしているが、これは「いつも使っている人にとってはマンネリで飽きるかもしれないが、パッケージを変えてしまう事で、安易に商品イメージを変えてしまうとお客様がわからなくなるため」ということで、発売当初からの商品イメージを変えずに売り続けることにこだわる大塚の企業姿勢を表している。
発売当初は効果をユーザー自身で試してもらいたいということで、当時珍しかった宣伝カーを使ってのキャンペーンを展開し人気を集めるが、臭いが問題視されたため売り上げがいったんは伸び悩む。その後、全国の子供たち向けに2.5g入りの試供品をプレゼントするサンプリングキャンペーンを行ったり、また品質の改良などに取り組んで再び売り上げが倍増した。
なお、大塚製薬のシンボルマークである「Otsuka」ロゴは2007年にCIが導入されて新しいロゴマークに変更されたが、当軟膏のパッケージはCI導入以降も、旧ロゴマーク（丸囲みで「OTsuka」と記した物。2022年7月現在は大塚オーミ陶業が使用）を引き続き使用している（2007年以降、取扱説明書やテレビCMでは新ロゴマークで表記）。
2015年、チューブタイプの容器が金属製からラミネートチューブに変更された。

## 広告活動

（左側）

初代広告キャラクターは映画『君の名は』の共演コンビであった佐田啓二と岸恵子を起用し、キャッチコピーは「君の名はオロナイン」だった。また、大村崑主演のテレビ番組『頓馬天狗』（読売テレビ制作。日本テレビ系）では劇中にオロナインの生CMを入れるなど、知名度は更に躍進した。キャッチコピーは「姓はオロナイン、名は軟膏」。大村の劇中での役名は商品名をもじった「尾呂内南公」（おろない なんこう）だった。
テレビコマーシャルメッセージでは松山容子、浪花千栄子、香山美子、名取裕子、純名里沙といった女性タレントが起用された。ちなみに浪花千栄子の起用は本名・南口キクノ（なんこう きくの）の読みに由来している。特に名取が担当したCMでのコピー「日本の手は知っています。」はその後も長きにわたり使用された。また1960年代中期からはいわゆるホーロー看板での宣伝活動も展開された。
長年「H」に「エッチ」とカナを振っていたが、1990年代に入ってカナ表示が取れた上に広告でも「エイチ」と発音されるようになった。
2003年にはオロナイン軟膏発売から50年ぶりの新商品としてスプレータイプの消毒液「オロナイン液」が発売された。
オロナイン液の発売以降、CMでは女性タレントではなく『クレヨンしんちゃん』の野原しんのすけや『ちびまる子ちゃん』のまる子といったアニメキャラクターが採用された。
2009年以降は「働く手をほめよう」をキャッチフレーズとしたドキュメンタリー仕立ての新CMシリーズが放送されている。

## 成分
主剤は消毒薬のグルコン酸クロルヘキシジン液（Chlorhexidine Gluconate）である。他に、止血薬のラウロマクロゴール（Lauromacrogols）、乳化剤のポリソルベート80（Polysorbate 80）、止血薬の硫酸アルミニウムカリウム（potassium aluminum sulfate、ミョウバン）が添加されている。
なお昭和40年代初頭から半ばにかけ、本剤の長期使用によって乾皮症様の症状が出現するいわゆる「オロナイン皮膚症」が問題となった。結局当時の軟膏基剤に含まれていた陽イオン界面活性剤の脱脂作用によるものであることが判明し、軟膏基剤は「オロナインH軟膏」から改良されている。

## 適応と禁忌
適応症は尋常性痤瘡（にきび）、吹出物、顔面単純性粃糠疹（はたけ）、熱傷第一度（やけど〈かるいもの〉）、凍瘡、ひび、あかぎれ、各種外傷、足白癬（水虫〈じゅくじゅくしていないもの〉）、体部白癬（田虫）、股部白癬（いんきん）、頭部白癬（しらくも）となっており、殺菌消毒に有効な主成分が熱傷・外傷や細菌・真菌感染症に効果を示す、とされている。
ただし湿疹・皮膚炎群や虫刺症（虫刺され）には使用は控えるべきである。また化粧下については医薬品であることから使用しないこととされている。さらに第二度以上の熱傷・凍傷や湿潤傾向の強い白癬（趾間型白癬など）は使用できない。

## 副作用
発疹・発赤、かゆみ、はれなどの副作用が出る可能性が示されてきたが、発売後、50年以上経過した2017年10月、新たにショック（アナフィラキシー）が追加され話題となった。